# 리오클라로
리오클라로(스페인어: Río Claro)는 칠레 마울레 주 탈카 현의 코무나이다.